# Vatra Dornei (stacja kolejowa)
Vatra Dornei (rum: Gara Vatra Dornei) – stacja kolejowa w miejscowości Vatra Dornei, w Okręgu Suczawa, w Rumunii. Stacja jest obsługiwana przez pociągi CFR Călători. Znajduje się na linii kolejowej Suczawa – Ilva Mică.
Budynek dworca widnieje na liście obiektów zabytkowych okręgu Suczawa.

## Linie kolejowe
- Linia Suczawa – Ilva Mică